# Kliniken des Landkreises Lörrach
Die Kliniken des Landkreises Lörrach GmbH ist der privatwirtschaftliche Träger der ehemals unter direkter Regie des Landkreises Lörrach stehenden Krankenhäuser in den drei kreisangehörigen Städten Lörrach, Rheinfelden (Baden) und Schopfheim im Südwesten Baden-Württembergs.
Der ab 1. Januar 1994 operative Klinikverbund verfügt über rund 600 vollstationäre Betten. Bei dem Unternehmen sind etwa 1500 Mitarbeiter beschäftigt, womit es einer der größten Arbeitgeber im Landkreis ist.
Alleiniger Gesellschafter der GmbH ist der Landkreis Lörrach. Geschäftsführer der GmbH sind Udo Lavendel und Monika Hildegard Röther, Aufsichtsratsvorsitzende ist die Landrätin Marion Dammann.

## Standorte
An allen Standorten wird ein nach DIN EN ISO 14001 geprüftes Umweltmanagement angewandt. 2002 ließ sich der Klinikverbund erstmals gemäß der EG-Öko-Audit-Verordnung (E-MAS II) zertifizieren, 2005 und 2008 für jeweils drei Jahre erneut. Die erzielten erheblichen Energie- und CO2-Einsparungen sowie der Einsatz einer Photovoltaikanlage und Holzhackschnitzel-Heizung führten dazu, dass der Standort Lörrach 2009 vom Bund für Umwelt und Naturschutz Deutschland mit dem Gütesiegel Energie sparendes Krankenhaus ausgezeichnet wurde.
Im Rahmen eines bundesweit einmaligen Pilotprojektes bieten die Klinikstandorte im Landkreis von 2007 bis Ende 2014 länderübergreifend Leistungen in den Bereichen Akutmedizin und Rehabilitation für die angrenzende Schweiz (Kantone Basel-Stadt und Basel-Landschaft) an; umgekehrt können in Fachbereichen, die im Landkreis Lörrach nicht wirtschaftlich vorhaltbar sind, bestimmte Leistungen von Gesundheitsinstitutionen der beiden Schweizer Kantone in Anspruch genommen werden.
In der Trägerschaft befinden beziehungsweise befanden sich folgende Kliniken:
- Kreiskrankenhaus Lörrach
- Kreiskrankenhaus Rheinfelden (Baden) (1975–2024) (geschlossen)[8]
- Kreiskrankenhaus Schopfheim

Das Kreiskrankenhaus Lörrach pflegte eine Kooperation mit dem St. Elisabethen-Krankenhaus Lörrach, das per 1. Januar 2018 auch übernommen wurde.
Für 2025 sind die Eröffnung des neuen Zentralklinikums Lörrach und die nachfolgende Schließung der vier bisherigen Standorte geplant.
Am 19. April 2024 wurde der Standort KKH Rheinfelden aufgrund wirtschaftlicher Gründe vorzeitig geschlossen. Die dort vorhandenen Stationen sollen in den Standorten Lörrach und Schopfheim integriert werden.